# Wahrmund-Affäre
Die Wahrmund-Affäre ist eine 1908 durch einen Vortrag des liberalen Innsbrucker Rechtsgelehrten Ludwig Wahrmund ausgelöste Periode teils gewalttätiger Zusammenstöße in Österreich, hier vor allem auf akademischem Boden und im Land Tirol.

## Geschichte
Beeinflusst vom Kulturkampf im Deutschen Reich und der von deutschnationalen Kräften getragenen Los-von-Rom-Bewegung, entzündete sich die Affäre an der am 18. Jänner 1908 im Innsbrucker Stadtsaal gehaltenen Rede „Katholische Weltanschauung und freie Wissenschaft“. Wahrmund publizierte diese Rede kurze Zeit später auch als Broschüre, in der er mit scharfzüngigen Attacken die Unabhängigkeit wissenschaftlicher Tätigkeit von der Einflussnahme der Religion, namentlich der katholischen Kirche, forderte.
Der katholische Klerus forderte umgehend seine Ablehnung, die Universität Innsbruck stellte sich mehrheitlich hinter Wahrmund. Die Affäre wurde unter Verwendung antisemitischer Propaganda gegen den „Judenstämmling“ Wahrmund ins Land getragen und verursachte in Tirol konzertierten Unmut. Nach einem Generalstreik zahlreicher akademischer Einrichtungen und der Intervention Kaiser Franz Joseph' I. konnten die Wogen erst durch die Versetzung Wahrmunds an die Karlsuniversität Prag Mitte 1908 geglättet werden.
Die der Wahrmund-Affäre folgenden Studentenunruhen an mehreren Universitätsorten Österreichs haben dazu beigetragen, die letztlich bis in die Gegenwart andauernde Rivalität zwischen katholisch geprägtem und national-freiheitlichem Lager in Österreichs Politik (zumindest auf akademischem Boden) zu festigen.